# Obersee (Erftstadt)
Der Obersee ist ein künstlich angelegtes Gewässer in Erftstadt, einer Stadt im Rhein-Erft-Kreis in Nordrhein-Westfalen. Er ist Teil der durch den Abbau von Braunkohle entstandenen Villeseen des Naturparks Rheinland.

## Lage
Der See ist Teil einer Seenkette der Ville, bestehend aus dem im äußersten Westen gelegenen Obersee, dem rund drei bis vier Meter tiefer gelegenen Mittelsee sowie dem rund sechs bis acht Meter tiefer gelegenen Untersee. Sie liegt im Südosten der Gemarkung von Brühl und im westlichen Bereich der Gemarkung von Erftstadt. Die Seenkette ist von weiteren Gewässern umgeben. Dies sind im Nordwesten der Franziskussee, im Nordosten der Schluchtsee, im Südosten der Entenweiher und im Süden der Donatussee.

## Geschichte
In der Region wurde vom Ende des 19. bis zur Mitte des 20. Jahrhunderts Braunkohle abgebaut. Ab 1925 begannen Arbeiter damit, die Flächen zu rekultivieren. Die vorhandenen Tagebaulöcher füllten sich mit Grundwasser und wurden ihrer weiteren Entwicklung weitgehend überlassen – der Obersee entstand.  1965 wurde eine Eisenbahntrasse am Ober- und Mittelsee abgebaut. Der See wurde 1972 als Landschaftsschutzgebiet ausgewiesen und ist seit 2003 Teil des FFH- und Naturschutzgebiets Ober-, Mittel- und Untersee in der Ville-Seenkette. Im Südwesten besteht eine Altlast aus Erdaushub, Bauschutt, Ziegelbruch, Schlacke sowie Asche. Experten vermuten weiterhin, dass dort auch Hausmüll vorhanden sein könnte. Zwei weitere Altlasten im Nordwesten bestehen aus Abraum, Asche und Rückständen des Bergbaus.

## Fauna und Flora
Durch die Rekultivierung sank der von außen zugeführte Nährstoffeintrag, was die Artenvielfalt erhöhte. Bei der Aufforstung verwendeten Förster insbesondere Buchen, Kiefern, Roteichen und Lärchen. Als besonderes gefährdet gilt der Bestand an Zwerg-Igelkolben.
Als Vogelarten kommen insbesondere der Mittelspecht, der Schwarzspecht und der Kormoran vor. In den Uferzonen wurden über 32 Libellen nachgewiesen, darunter der Frühe Schilfjäger, die Gemeine Winterlibelle, der Große Schillerfalter, die Keilfleck-Mosaikjungfer, die Kleine Königslibelle, der Spitzenfleck und die Zierliche Moosjungfer. Zu den besonders gefährdeten Arten gehört die Ephemera glaucops aus der Familie der Gemeinen Eintagsfliegen sowie die Scharlachlibelle. In dem Gebiet leben weiterhin das Blässhuhn, der Haubentaucher, die Reiherente, die Tafelente, die Teich- und Wasserralle sowie der Zwergtaucher. Im Wasser leben Echte Barsche, Brachse, der Hecht, die Regenbogenforelle, das Rotauge und die Rotfeder, die Schleie und der Zander.

## Nutzung und Entwicklung
Der See ist nicht als Badegewässer ausgewiesen. Das Angeln ist mit Angelkarte erlaubt. Um das Gewässer führt ein ausgebautes Netz an Wanderwegen.
Das LANUV empfiehlt, weitere Nährstoffeinträge zu vermeiden. Durch eine Anhebung des Wasserspiegels um 30 cm könnten zusätzliche flache Gewässerabschnitte entstehen. Außerdem sollte der Besatz an Aalen verringert werden.